# Meta Romuli

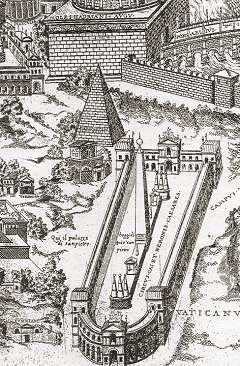
Widok na Cyrk Nerona z Meta Romuli i Mauzoleum Hadriana, ilustracja autorstwa Pirro Ligorio z 1561 r.

Meta Romuli – nieistniejący obecnie starożytny rzymski grobowiec w kształcie piramidy, stojący dawniej na prawym brzegu Tybru, w pobliżu Mauzoleum Hadriana.
Budowla przypominała zachowaną do dzisiaj Piramidę Cestiusza, była jednak od niej znacznie większa. Nie wiadomo, kiedy i dla kogo została wzniesiona. Nazwę Meta Romuli nadano jej w średniowieczu, kiedy to uważano ją za grobowiec mitycznego Romulusa. Piramida obłożona była z zewnątrz blokami marmuru, które zerwano w X wieku i użyto do budowy schodów do bazyliki św. Piotra.
W 1499/1500 roku, w związku ze zleconą przez papieża Aleksandra VI budową nowej arterii prowadzącej do bazyliki św. Piotra, zniszczono południową część piramidy. Resztę budowli rozebrano przed połową XVI wieku. Podczas prac archeologicznych przeprowadzonych w 1948 roku, przy północno-wschodnim narożniku via della Conciliazione odsłonięto fragment fundamentów piramidy.